# Dysoxylum rigidum
Dysoxylum rigidum är en tvåhjärtbladig växtart som först beskrevs av Henry Nicholas Ridley, och fick sitt nu gällande namn av D.J. Mabberley. Dysoxylum rigidum ingår i släktet Dysoxylum och familjen Meliaceae. Inga underarter finns listade i Catalogue of Life.